# Tong Wen
Tong Wen (en chino: 佟文; Tianjin, 1 de febrero de 1983) es una deportista china que compitió en judo.
Participó en dos Juegos Olímpicos, obteniendo una medalla en cada edición: oro en Pekín 2008 y bronce en Londres 2012, ambas en la categoría de +78 kg. En los Juegos Asiáticos consiguió dos medallas de oro en los años 2002 y 2006.
Ganó ocho medallas en el Campeonato Mundial de Judo entre los años 2001 y 2011, y una medalla en el Campeonato Asiático de Judo de 2000.

## Palmarés internacional
| Juegos Olímpicos    | Juegos Olímpicos           | Juegos Olímpicos  | Juegos Olímpicos |
| Año                 | Lugar                      | Medalla           | Categoría        |
| ------------------- | -------------------------- | ----------------- | ---------------- |
| 2008                | Pekín (China)              | Medalla de oro    | +78 kg           |
| 2012                | Londres (Reino Unido)      | Medalla de bronce | +78 kg           |
| Campeonato Mundial  |                            |                   |                  |
| Año                 | Lugar                      | Medalla           | Categoría        |
| 2001                | Múnich (Alemania)          | Medalla de bronce | Abierta          |
| 2003                | Osaka (Japón)              | Medalla de oro    | Abierta          |
| 2005                | El Cairo (Egipto)          | Medalla de oro    | +78 kg           |
| 2007                | Río de Janeiro (Brasil)    | Medalla de oro    | +78 kg           |
| 2008                | Levallois-Perret (Francia) | Medalla de oro    | Abierta          |
| 2009                | Róterdam (Países Bajos)    | Medalla de oro    | +78 kg           |
| 2011                | París (Francia)            | Medalla de oro    | +78 kg           |
| 2011                | Tiumén (Rusia)             | Medalla de oro    | Abierta          |
| Juegos Asiáticos    |                            |                   |                  |
| Año                 | Lugar                      | Medalla           | Categoría        |
| 2002                | Busan (Corea del Sur)      | Medalla de oro    | Abierta          |
| 2006                | Doha (Catar)               | Medalla de oro    | +78 kg           |
| Campeonato Asiático |                            |                   |                  |
| Año                 | Lugar                      | Medalla           | Categoría        |
| 2000                | Osaka (Japón)              | Medalla de oro    | +78 kg           |